# Lobsang Dönyö
Lobsang Dönyö  (1602-1678) was een Tibetaans geestelijke. Hij was de tweeënveertigste Ganden tripa van 1668 tot 1675 en daarmee de hoofdabt van het klooster Ganden en hoogste geestelijke van de gelugtraditie in het Tibetaans boeddhisme.
Lobsang Dönyö werd geboren in 1602 in een arm gezin in Zhokdrampa in Penyul. Op vrij jonge leeftijd ging hij naar het Sera Je-college van het Seraklooster, waar hij eerst Logica studeerde en daarna de vijf onderdelen van het geshe-curriculum volgens de gelug-traditie. Hierna ging hij naar het Gyume-college voor een tantra-studie. Nadat hij dit had afgerond, gaf hij onderricht aan veel student-monniken, eerst aan het Gyume-college, daarna aan het Jangtse-college van het Gandenklooster.
In 1668 werd Lobsang Dönyö gekozen tot Ganden tripa, wat hij gedurende de gebruikelijke termijn van 7 jaar bleef, tot 1674. Hij bleef die jaren onderwijs verzorgen aan de kloosterscholen van Ganden en had de leiding bij het jaarlijkse Mönlam-gebedsfeest. Na zijn terugtreden werd hij abt van de kloosters Reting en Rinchenling, waar hij monniken onderwees, tot aan zijn overlijden in 1678 op 77-jarige leeftijd.